# Joseph Marie Đinh Bỉnh
Joseph Marie Đinh Bỉnh (Phú Nhai, 2 maggio 1923 – Thái Bình, 14 marzo 1989) è stato un vescovo cattolico vietnamita.

## Biografia
Joseph Marie Đinh Bỉnh nacque il 2 maggio 1923 a Phú Nhai, località del comune di Xuân Phương nel distretto Xuân Trường della provincia di Nam Dinh. 
Sentita fin da bambino la vocazione religiosa, iniziò il suo percorso di studio presso il seminario minore Ninh Cường a Bùi Chu, poi al seminario Mỹ Đức di Thái Bình e infine al seminario domenicano di sant’Alberto di Nam Dinh per studiare teologia. 
Dal 1942 al 1945 insegnò presso la scuola cattolica di Hưng Yên e successivamente svolse il servizio di sostegno pastorale per le parrocchie di Đồng Quan nel distretto di Kiến Xương e di Bác Trạch e di Thanh Châu nel distretto di Tiền Hải.
Alla fine della guerra, nonostante il grave pericolo di vivere in un paese comunista quale il Vietnam del Nord era, decise di non fuggire al sud, ma di rimanere nel nord e aiutare la comunità cristiana che resisteva nonostante l'ostilità del governo. Per cinque anni la diocesi di Thái Bình rimase vacante e durante questo periodo aiutò l'amministratore apostolico, il futuro vescovo Dominique Marie Đinh Đức Trụ, nel lavoro pastorale. In particolare con l'assenso del governo, venne riaperto il seminario Mỹ Đức di Thái Bình, dove successivamente fu preside ed insegnante.
Fu ordinato presbitero il 16 luglio 1960 dal vescovo Dominique Marie Đinh Đức Trụ.
Dopo l'ordinazione sacerdotale fu parroco delle parrocchie di Sa Cát e di Cát Đàme a Thái Bình fino al 1972, quando fu poi nominato direttore del seminario Mỹ Đức e responsabile della pastorale.
Il 30 ottobre 1979 papa Giovanni Paolo II lo nominò vescovo coadiutore di Thái Bình. Ricevette l'ordinazione episcopale l'8 dicembre 1979 per imposizione delle mani del cardinale Joseph-Marie Trịnh Văn Căn.
Succedette alla medesima sede il 7 giugno 1982, alla morte del suo predecessore. 
Durante gli anni del suo ministero diede priorità alla formazione del clero, assicurandosi che i seminaristi ricevessero una formazione eccellente, e avviando i lavori di ristrutturazione ed ampliamento del seminario Mỹ Đức di Thái Bình nonché alla cura della vita spirituale dei parrocchiani, continuando le attività di stabilizzazione e sviluppo della comunità diocesana, organizzando missioni ed espandendo le attività delle organizzazioni ecclesiali locali per radicare ed espandere la fede nella popolazione.
Resse la diocesi per quasi sette anni, morendo improvvisamente per un infarto il 14 marzo 1989 a Thái Bình all'età di 65 anni.

## Genealogia episcopale
La genealogia episcopale è:
- Cardinale Scipione Rebiba
- Cardinale Giulio Antonio Santori
- Cardinale Girolamo Bernerio, O.P.
- Vescovo Claudio Rangoni
- Arcivescovo Wawrzyniec Gembicki
- Arcivescovo Jan Wężyk
- Vescovo Piotr Gembicki
- Vescovo Jan Gembicki
- Vescovo Bonawentura Madaliński
- Vescovo Jan Małachowski
- Arcivescovo Stanisław Szembek
- Vescovo Felicjan Konstanty Szaniawski
- Vescovo Andrzej Stanisław Załuski
- Arcivescovo Adam Ignacy Komorowski
- Arcivescovo Władysław Aleksander Łubieński
- Vescovo Andrzej Stanisław Młodziejowski
- Arcivescovo Kasper Kazimierz Cieciszowski
- Vescovo Franciszek Borgiasz Mackiewicz
- Vescovo Michał Piwnicki
- Arcivescovo Ignacy Ludwik Pawłowski
- Arcivescovo Kazimierz Roch Dmochowski
- Arcivescovo Wacław Żyliński
- Vescovo Aleksander Kazimierz Bereśniewicz
- Arcivescovo Szymon Marcin Kozłowski
- Vescovo Mečislovas Leonardas Paliulionis
- Arcivescovo Bolesław Hieronim Kłopotowski
- Arcivescovo Jerzy Józef Elizeusz Szembek
- Vescovo Stanisław Kazimierz Zdzitowiecki
- Cardinale Aleksander Kakowski
- Papa Pio XI
- Vescovo Jean-Baptiste Nguyễn Bá Tòng
- Vescovo Thaddée Anselme Lê Hữu Từ, O.Cist.
- Cardinale Joseph Marie Trịnh Như Khuê
- Cardinale Joseph-Marie Trịnh Văn Căn
- Vescovo Joseph Marie Đinh Bỉnh